# Agrilus olivaceoniger
Agrilus olivaceoniger är en skalbaggsart som beskrevs av Fisher 1928. Agrilus olivaceoniger ingår i släktet Agrilus och familjen praktbaggar. Inga underarter finns listade i Catalogue of Life.